# Glottométrie historique
La glottométrie historique est une méthode utilisée en linguistique historique. Il s'agit d'une approche quantitative et non cladistique de la généalogie des langues, qui s'appuie sur la théorie des ondes et sur l'analyse des réseaux sociaux. 
Le modèle a été développé par Alexandre François (CNRS) et Siva Kalyan (ANU), et présenté dans diverses publications,,. 

## Raisonnement
La glottométrie historique est née de l'observation qu'un grand nombre de familles linguistiques dans le monde forment des chaînages, c'est-à-dire qu'elles sont issues d'anciens continuums dialectaux dans lesquels les innovations historiques ont tendance à se chevaucher. De tels liens ne sont pas conformes au modèle arborescent souvent utilisé en linguistique historique, qui suppose que les innovations doivent être emboîtées les unes dans les autres. Cette situation courante est mieux approchée en utilisant un modèle en ondes ou vagues. 
Inspiré de la dialectométrie:173, l'objectif de la glottométrie historique est de fournir une approche alternative et non cladistique de la généalogie des langues, tout en restant fidèle aux principes de la méthode comparative développée par les Néogrammairiens au XIXe siècle. 

## Principes de la méthode
Les principes fondamentaux de la glottométrie historique sont les suivants:
1. chaque sous-groupe est défini par des innovations exclusivement partagées (principe exprimé pour la première fois par Leskien [1876]), à savoir les synapomorphies linguistiques;
2. les sous-groupes peuvent se croiser (comme prévu dans le modèle des ondes);
3. la «force» de chaque sous-groupe est mesurée sur une échelle continue (plutôt que des sous-groupes simplement absents ou présents). Cette force est évaluée à l'aide de deux notes, nommées cohésion et solidarité[3].:68–72

## Diagrammes glottométriques
L'une des sorties de la glottométrie historique prend la forme d'un «diagramme glottométrique». Ces diagrammes sont analogues aux cartes d'isoglosses utilisées en dialectologie, sauf que chaque isoglosse ne se réfère pas à une seule innovation mais à un ensemble de langues définies par une ou plusieurs innovations exclusivement partagées – c'est-à-dire un sous-groupe généalogique. 
Le diagramme glottométrique représente graphiquement la force de chaque sous-groupe. Ainsi, l'épaisseur du contour peut être rendue proportionnelle au taux de «cohésion» ou de «sous-groupe» calculé pour ce sous-groupe. La page d'accueil de la glottométrie historique comprend un exemple de diagramme glottométrique, basé sur une étude des langues Torres–Banks au Vanuatu . 
Les résultats glottométriques peuvent également être affichés sous la forme de Neighbornets,:179 ou de cartes glottométriques:72.

## Applications à des familles de langues particulières
Plusieurs études ont été menées, en partie ou entièrement dans le cadre de la glottométrie historique – dont les suivantes : 
- sur le chaînage Torres–Banks, un groupe de langues océaniennes du Vanuatu (François 2014, 2017; Kalyan & François 2018);
- sur les langues Sogeram, un sous-groupe de la famille Madang de Papouasie-Nouvelle-Guinée (Daniels et al. 2019);
- sur les dialectes de Boni, un sous-groupe de langues couchitiques du Kenya et de la Somalie (Elias 2019);
- sur les langues numiques, un sous-groupe de langues uto-aztèques d'Amérique du Nord (Rannap 2017);
- sur les langues enlhet–enenlhet, un groupe de langues parlées au Paraguay (van Gysel 2017);
- sur les langues germaniques anciennes (Agee 2018).

## Glottométrie historique et tri de lignées incomplet
Jacques & List (2019) montrent que le concept de tri de lignées incomplet peut être appliqué pour rendre compte de phénomènes non-arborescents en évolution des langues. Selon Kalyan & François (2019), "Historical Glottometry does not challenge the family tree model once incomplete lineage sorting has been taken into account":174 – à partir du moment où la variation interne discutée dans l'analyse inclut la dimension géographique et dialectale.:169

## Voir également
- Méthode comparative
- Dialectologie
- Famille de langues
- Théorie des ondes

## Remarques
1. 1 2 3 4  François (2014).
2. 1 2 3  François (2017).
3. 1 2  Kalyan & François (2018).
4. ↑  Source: Tutoriel sur la Glottométrie historique, par Kalyan & François.
5. ↑  Guillaume Jacques et Johann-Mattis List, « Why we need tree models in linguistic reconstruction (and when we should apply them) », Journal of Historical Linguistics, vol. 9, no 1,‎ 2019, p. 128–167 (ISSN 2210-2116, DOI 10.1075/jhl.17008.mat)
6. 1 2  Kalyan & François (2019).